# Jakub Filip
Jakub Filip (ur. 25 września 2005) – czeski tenisista, zwycięzca juniorskiego Wimbledonu w grze podwójnej chłopców. Podchodzi z Dvůr Králové nad Labem.

## Kariera tenisowa
W 2022 zadebiutował w cyklu ITF Men’s Circuit.
Startując w rozgrywkach juniorów, Jakub Filip w 2023 roku zwyciężył w Wimbledonie w grze podwójnej chłopców, grając w parze z Gabrielem Vulpittą. W finałowym meczu pokonali Branko Đuricia oraz Arthura Géę.

### Finały juniorskich turniejów wielkoszlemowych

#### Gra podwójna (1–0)
| Końcowy wynik | Nr | Data          | Turniej           | Nawierzchnia | Partner           | Przeciwnicy             | Wynik finału |
| ------------- | -- | ------------- | ----------------- | ------------ | ----------------- | ----------------------- | ------------ |
| Zwycięzca     | 1. | 16 lipca 2023 | Wimbledon, Londyn | Trawiasta    | Gabriele Vulpitta | Branko Đurić Arthur Géa | 6:3, 6:3     |